# Nada (пісня Шакіри)
«Nada» — п'ятий сингл одинадцятого студійного альбому колумбійської співачки Шакіри — El Dorado. Сингл вийшов 3 листопада 2018.

## Список композицій
Цифрове завантаження
1. «Nada» — 3:11

## Чарти
Тижневі чарти
| Чарт (2018)                     | Позиція |
| ------------------------------- | ------- |
| Франція (SNEP)                  | 182     |
| Румунія Airplay 100             | 88      |
| Іспанія (PROMUSICAE)            | 46      |
| США Hot Latin Songs (Billboard) | 47      |